# Campeonato Uruguayo de Primera División 1990
El Campeonato Uruguayo 1990 fue el 86° torneo de primera división del fútbol uruguayo, correspondiente al año 1990.
Luego de disputadas dos ruedas todos contra todos entre los 14 equipos participantes, el Club Atlético Bella Vista ocupó el primer puesto, consagrándose campeón uruguayo por única vez en su historia. Además, por cuarto año consecutivo se coronó campeón de la liga a un equipo chico (equipos que no son Nacional o Peñarol).

## Clasificación
| Puesto | Equipo               | Pts | PJ | PG | PE | PP | GF | GC | Dif |
| ------ | -------------------- | --- | -- | -- | -- | -- | -- | -- | --- |
| 1°     | Bella Vista          | 39  | 26 | 16 | 7  | 3  | 34 | 15 | 19  |
| 2°     | Nacional             | 32  | 26 | 11 | 10 | 5  | 27 | 16 | 11  |
| 3°     | Peñarol              | 31  | 26 | 12 | 7  | 7  | 37 | 21 | 16  |
| 4°     | Central Español      | 29  | 26 | 12 | 5  | 9  | 30 | 25 | 5   |
| 5°     | Racing               | 29  | 26 | 9  | 11 | 6  | 25 | 21 | 4   |
| 6°     | Danubio              | 29  | 26 | 10 | 9  | 7  | 24 | 21 | 3   |
| 7°     | Liverpool            | 29  | 26 | 10 | 9  | 7  | 29 | 27 | 2   |
| 8°     | Defensor Sporting    | 27  | 26 | 7  | 13 | 6  | 20 | 20 | 0   |
| 9°     | Rentistas            | 24  | 26 | 5  | 14 | 7  | 25 | 24 | 1   |
| 10°    | Montevideo Wanderers | 23  | 26 | 8  | 7  | 11 | 25 | 24 | 1   |
| 11°    | Progreso             | 22  | 26 | 8  | 6  | 12 | 19 | 29 | -10 |
| 12°    | Cerro                | 21  | 26 | 5  | 11 | 10 | 23 | 32 | -9  |
| 13°    | River Plate          | 19  | 26 | 6  | 7  | 13 | 19 | 33 | -14 |
| 14°    | Huracán Buceo        | 10  | 26 | 3  | 4  | 19 | 12 | 41 | -29 |

|  | Clasifica a la Liguilla Pre-Libertadores. |
|  | Desciende a Segunda división.             |

|                                               |
| Uruguay                                       |
| Campeón Uruguayo 1990 Bella Vista 1.er título |

## Plantel del campeón
Futbolistas: Juan Alberto Acosta, José "Martillo" Aguiar, Juan Bogado, Ricardo Canals, Erardo Cóccaro, Carlos De León, Raúl Falero, Enrique Ferraro, Julio Luis García, Alejandro Grandi, Álvaro Gutiérrez, José Guillermo López, Henry Ariel López Báez, Julio D. Morales, Rubens Navarro, Guillermo Núñez (futbolista), Julio Ribas, Gerardo Gabriel Rodríguez, Rubén Adrián Silva, Hitler Saldivia "Tilico", Sergio D. Umpiérrez, Gabriel Varela y Fernando Vilar (futbolista).
 Dirigidos por: Manolo Keosseian y entrenados por Aníbal Gutiérrez Gil.

## Clasificación a torneos continentales

### Liguilla Pre-Libertadores
| Puesto | Equipo               | Pts | PJ | PG | PE | PP | GF | GC | Dif |
| ------ | -------------------- | --- | -- | -- | -- | -- | -- | -- | --- |
| 1°     | Nacional             | 8   | 5  | 3  | 2  | 0  | 14 | 5  | 9   |
| 2°     | Racing               | 7   | 5  | 3  | 1  | 1  | 4  | 7  | -3  |
| 3°     | Peñarol              | 7   | 5  | 3  | 1  | 1  | 7  | 4  | 3   |
| 4°     | Montevideo Wanderers | 4   | 5  | 2  | 0  | 3  | 6  | 6  | 0   |
| 5°     | Bella Vista          | 3   | 5  | 1  | 1  | 3  | 5  | 10 | -5  |
| 6°     | Central Español      | 1   | 5  | 0  | 1  | 4  | 4  | 8  | -4  |

|  | Clasifica a la Copa Libertadores 1991. |

| Uruguay                                    |
| Campeón Liguilla 1990 Nacional 2.do título |

==== DESEMPATE POR EL SEGUNDO LUGAR ===='
| 29 de enero de 1991 | Racing      | 1:0 | Peñarol | Estadio Centenario, Montevideo |                         |
|                     | Aguerre 52' |     |         | Árbitro(s): Julio Matto        | Árbitro(s): Julio Matto |

==== DEFINICIÓN DEL SEGUNDO CLASIFICADO ====
| 31 de enero de 1991 | Bella Vista | 0:0 (4:1 p.) | Racing | Estadio Centenario, Montevideo                             |  |
|                     |             |              |        | Asistencia: 4.000 espectadores Árbitro(s): Ernesto Filippi |  |

### Equipos clasificados

#### Copa Libertadores 1991
|   | Equipo      | Clasificación como       |
| - | ----------- | ------------------------ |
| 1 | Nacional    | Campeón Liguilla 1990    |
| 2 | Bella Vista | Subcampeón Liguilla 1990 |